# The Plasma Shaft
The Plasma Shaft – drugi album kompilacyjny zespołu Red Hot Chili Peppers, wydany w 1994 roku.

## Spis utworów
1. "Give It Away" (In Progress) – 4:36
2. "If You Have to Ask" (Radio Mix) – 3:37
3. "Nobody Weird Like Me" (Live) –  5:05
4. "Sikamikanico" – 3:24
5. "Breaking the Girl" (Radio Edit) – 4:29
6. "Fela's Cock" – 5:16
7. "If You Have to Ask" (Friday Night Fever Blister Mix) – 6:35
8. "Soul to Squeeze" – 4:50